# Gammanema anthostoma
Gammanema anthostoma is een rondwormensoort uit de familie van de Selachinematidae. De wetenschappelijke naam van de soort is voor het eerst geldig gepubliceerd in 2002 door Okhlopkov.